# 大陆岛
大陆岛指的是其地质构造与邻近的大陆相似，原属大陆的一部分，由于地壳下沉或海水上升以至於其与大陆相隔成岛。按其形成的原因可分为构造岛（又可分成板塊及非板塊交界帶兩類）和冲蚀岛两种。

## 构造岛
由于因陆地沉降、海平面上升或板块运动分裂而形成的岛屿称为构造岛（又稱陸沉島）。屬於華倫亭海岸分類的沉水侵蝕退夷海岸。世界各地主要的构造岛有：
- 不列颠群岛
- 马来群岛
- 格陵兰岛
- 纽芬兰岛
- 马达加斯加岛
- 大安地列斯群島
- 日本列島
- 灣島
- 海南岛
- 库页岛

## 冲蚀岛
由海蚀作用形成的岛屿叫冲蚀岛，冲蚀岛的高度与大陆一致，其面积一般不大，周围有海蚀的痕跡，如悬崖峭壁等。冲蚀岛在海浪的继续冲刷下将最后消失。